# Alberto Cerruti
Alberto Cerruti (Alessandria d'Egitto, 14 gennaio 1840 – Genova, 21 agosto 1912) è stato un generale e politico italiano.